# Атентат (роман)
Атентат (на холандском: De aanslag) је роман холандског књижевника Харија Мулиша чија се радња одвија за време Другог светског рата. Роман се фокусира на 35 година живота једног холанђанина који у Харлему у току једне ноћи, за време немачке окупације, сплетом несрећних околности остаје без породице. Тема романа Атентат је утицај прошлости на садашњост, обрађена кроз епизоде разних непредвидивих околности, а пре свега морална дилема јунака у ситуацијама, када се не може једноставно донети исправна и праведна одлука. Главни јунак је приморан да се суочи са реалношћу да су  трагични догађаји из његовог детињства, заправо обична случајност или судбина, а не испланирани напад на њега и његову породицу. Прво издање романа појавило се 1982. године у Амстердаму. Пет година касније, 1987. године, је на територији Југославије објављен превод књиге са немачког језика. Деведесетих година, издавачка кућа Рад по први пут Атентат преводи на српски с холандског језика. Године 2008. је у Београду објављена и звучна књига, у интерпретацији глумца Андреја Шепетовског. Књига је поред српског преведена на десетине других језика, а 1986. године је претворена у филм, који је исте године освојио Оскара за најбољи филм на страном језику.

## Радња романа
Атентат је реконструкција догађаја из живота холанђанина Антона Стејнвејка у пет епизода од којих се прва одвија током 1945, друга 1952, трећа 1956, четврта 1966. и последња 1981. године.
Радња почиње сликом једне јануарске вечери, када Антон Стејнвејк, дванаестогодишњи дечак, који живи у Харлему, са својом породицом започиње партију игре „Човече, не љути се“. Јужна половина Холандије је у том периоду већ ослобођена, док је север, на којем Антон живи, и даље под окупацијом и бори се против гладне зиме. Партију те вечери прекидају пуцњеви који се  оглашавају у његовој улици. Фејк Плух, нацистички колаборациониста, упуцан је и лежи мртав на суседном прагу. Паника у дому Стејнвејкових, међутим, настаје тек када њихове комшије, тело преместе у њихово двориште. Као резултат тога што је крај куће Стејнвејоквих нађено тело уваженог члана партије, колаборационисти спаљују кућу, убијају породицу, а Антона, који још није свестан тога шта се десило са његовом породицом, одводе у притвор. Антон вече проводи у затворској ћелији са непознатом женом, за коју касније сазнајемо да је члан покрета отпора, а да су она и њен партнер заслужни за спроведени атентат. Након те ноћи младића шаљу да живи са рођацима. Након седам година се Антон враћа назад у Харлем и напокон сазнаје све о смрти својих родитеља, док судбина његовог брата и даље није позната. Антон наставља са својим животом, почиње да студира медицину, међутим, годинама га прогања све што се десило у ноћи напада: зашто су комшије преместиле тело пред његову кућу, а не пред кућу неког од других суседа? Шта се тачно догодило његовом брату, Петеру?  Из епизоде у епизоду Антон полако проналази одговоре на своја питања, а претрага се завршава у последњој епизоди године. Антон је већ одрастао и има жену и дете када се на протестима провоса сусреће са својом некадашњом комшиницом Карин, која је заједно са оцем преместила тело на његов праг. Она му напокон открива како је његов брат убијен, као и разлог због којег је читава његова породица страдала. Антон се суочава са чињеницом да је његова трагична судбина била игра судбине. Наиме, у жељи да заштите своју колекцију гуштере и да не разоткрију јевреје који су се крили у комшилуку, они су породицу Стејнвејк несвесно осудили на смрт. Роман се затвара симболичном сликом Антона који се заједно са сином прикључује протестима, по први пут спокојан после 35 година.

## Значај наслова
Хари Мулиш читаоца у роман уводи са описом атентата на холандског колаборационисту, Фејка Плуха. Овај атентат убрзо затим доводи до смрти породице Стејнвејк, али се утицај злочина не зауставља само на судбини једне породице, већ мења животе свих ликова романа. Атентат је централни догађај око којег се цела радња романа одвија, па је га је зато Мулиш изабрао за наслов.

## Теме и мотиви
Кривица и потрага су централне теме романа Атентат. Питање ко је крив темељно је питање романа. Оно покреће читаву радњу, а највише мотивише главног лика који чезне да пронађе правог кривца, човека који је починио сам злочин и једне зимске ноћи убио Фејка Плуха, а тиме непосредно убијио и његову породицу. Антон све до самог краја зна веома мало о томе зашто је баш његов дом задесила трагична судбина. Жеља за одговорима и унутрашњи немир наводе га да крене у раније поменуту потрагу за истином, која ће трајати већи део његовог живота. Други светски рат, поред чињенице да указује на временски оквир у којем се радња одвија, такође, има тематски значај. Ратна тематику за писца садржи и аутобиографски моменат. Рат је, наиме, снажно утицао на живот књижевника, тј. чињеница да му је мајка била Јеврејка, а отац аустријско-немачког порекла и нацистички колаборациониста, што објашњава тематику моралне дилеме у роману.

### Мотив коцкице
Најважнији мотив романа, са којим се сусрећемо на више места, јесте мотив коцкице. Она симболично представља судбину Антона Стејнвејка. Писац се овим мотивом користи у тренуцима када у животу главног лика долази до неке промене. Први пут се са коцкицама сусрећемо непосредно пред сам атентат, који је уједно и највећа прекретница у роману. Осим промене, коцкице уједно симболизују и случајност: када бацимо коцкицу никада нисмо сигурни шта ћемо добити. Тако је и радња Атентата само један сплет околности.

## Реакције
Роман су критичари као и публика одмах признали као квалитетно дело, које ће неизбежно постати класик. Прво издање романа Атентат се у Холандији продало у 500,000 примерака што га је учинило моменталним успехом, упркос чињеници да се Мулиш у делу бавио проблематиком тог времена, као и критиком, што је приморало народ да се суочи са својом прошлошћу, укључујући и њихову колаборационистичку историју.

## Екранизација
Атентат је доживео екранизацију  1986. године у режији Фонса Радемакерса. Неке од главних улога у филму играју Дерек де Линт, Марк ван Ухелен и Моник ван де Фен. Филм је исте године освојио Оскара за најбољи филм на страном језику, Златни глобус за најбољи филм на страном језику и награду за најбољи филм на Међународном филмском фестивалу у Сијетлу.

## Друге адаптације
Године 2010. је радња романа прерађена у позоришни комад од стране Леона ван дер Сандена, док је за режију био заслужан Урсул де Хер. Извођење овог комада кренуло је 2011. године, а неки од глумаца били су Виктор Лоб, Петер Болхаус и др. Роман је поред ове адаптације 2015. године претворен и у графичку новелу, чији је аутор холандски цртач стрипова Милан Хулсинг.